# Halecium diminutivum
Halecium diminutivum är en nässeldjursart som beskrevs av John Fraser 1940. Halecium diminutivum ingår i släktet Halecium och familjen Haleciidae. Inga underarter finns listade i Catalogue of Life.